# Ferruccio Lombardi
Ferruccio Lombardi är en italiensk ingenjör och författare. Han har särskilt studerat Roms arkitekturhistoria och kartlagt stadens rivna byggnader.
Lombardi är medarbetare på flera italienska tidskrifter och dagstidningar, bland andra Le città, L'Urbe, Corriere della Sera och La Repubblica.